# Grallaria rufula
Pita-formigueira-muisca ou torom-muísca (Grallaria rufula) é uma espécie de ave da família Formicariidae.
Pode ser encontrada nos seguintes países: Bolívia, Colômbia, Equador, Peru e Venezuela.
Os seus habitats naturais são: regiões subtropicais ou tropicais húmidas de alta altitude.